# Mittiträsket, Västerbotten
Mittiträsket är en sjö i Umeå kommun i Västerbotten och ingår i Sävaråns huvudavrinningsområde. Sjön har en area på 0,073 kvadratkilometer och ligger 271 meter över havet.

## Delavrinningsområde
Mittiträsket ingår i det delavrinningsområde (714086-171618) som SMHI kallar för Utloppet av Bjännträsket. Medelhöjden är 280 meter över havet och ytan är 12,95 kvadratkilometer. Det finns inga avrinningsområden uppströms utan avrinningsområdet är högsta punkten. Vattendraget som avvattnar avrinningsområdet har biflödesordning 3, vilket innebär att vattnet flödar genom totalt 3 vattendrag innan det når havet efter 68 kilometer. Avrinningsområdet består mestadels av skog (90 procent). Avrinningsområdet har 0,56 kvadratkilometer vattenytor vilket ger det en sjöprocent på 4,4 procent.